# Bruno Langer

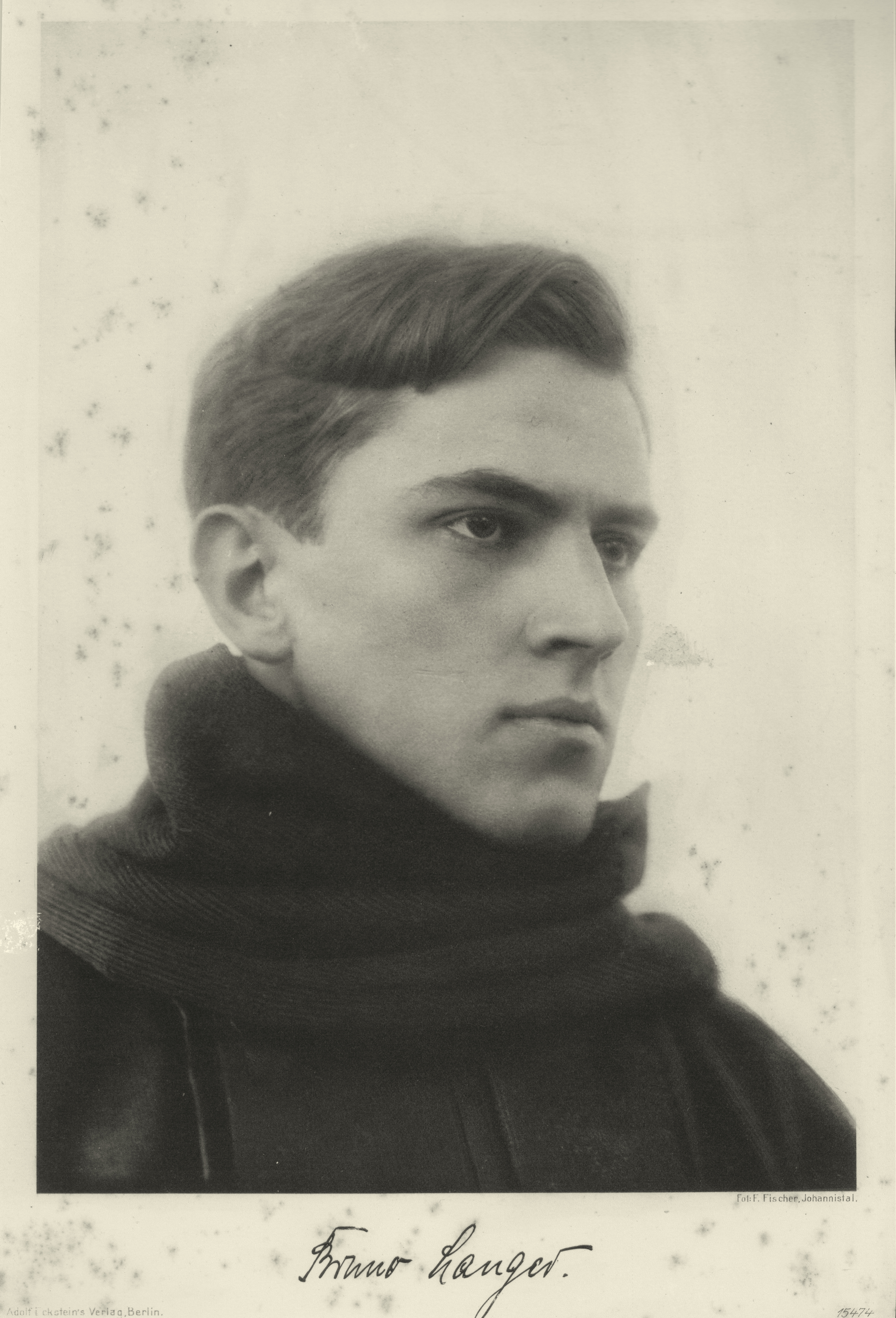
Bruno Langer, 1913

Bruno Johannes Emil Martin Rudolf Hermann Langer (* 2. Mai 1893 in Bützow; † 19. Oktober 1914 südöstlich von Nowogeorgiewsk) war ein deutscher Pilot, Flugpionier und erster deutscher Weltrekordhalter im Dauerfliegen.

## Leben
Bruno Langer wurde als Sohn des Schiffskochs Bruno Theofil Langer und der Hebamme Helene Elisabeth Johanna Busch geboren. Sein Vater verstarb bei einem Unglücksfall an Bord eines Hochseeschiffes am 10. Januar 1893, noch vor Brunos Geburt. Im Frühjahr 1901 begann Langer seine Schulausbildung am Realgymnasium in Bützow. Im April 1910 brach er diese Ausbildung ohne Abitur ab. Anfang Mai desselben Jahres meldete er sich als Einjährig-Freiwilliger zum Armeedienst in der 6. Kompanie der Schützen 95. Im Jahr 1911 begann er seine Ausbildung zum Zivil- und Militärflugzeugführer, die er im Jahr 1912 erfolgreich abschloss.
Am 17. Mai 1912 erwarb Langer die Flugzeugführererlaubnis Nr. 203 und zählte somit zu den lediglich 817 Frauen und Männern, die bereits vor dem Ersten Weltkrieg die Lizenz zum Fliegen erlangten. Diese Gruppe wurde später als die „Alten Adler“ bekannt. Nach erfolgreich absolvierter Flugzeugführerprüfung war Langer für eine längere Zeit als Pilot bei der Zweigstelle des Flugzeugherstellers „Flugwerk Deutschland GmbH“ in der Schleißheimer Straße in München-Milbertshofen tätig. Die Gesellschaft wurde durch Beschluss der Aktionäre am 16. April 1913 aufgelöst, deswegen ging Langer zur Luftfahrzeug GmbH – Abteilung Flugzeugbau in Johannisthal und flog dort als Werkpilot die Pfeil-Doppeldecker der Gesellschaft ein. Er beteiligte sich erfolgreich an verschiedenen Flugzeugwettbewerben und stellte am 26. September 1913 einen deutschen Dauerflugrekord ohne Passagier mit 9 Stunden und 1 Minute auf.
Es folgte am 14. Oktober 1913 ein Überlandflugrekord mit Passagier in 6 Stunden und 4 Minuten. Bei der Frühjahrsflugwoche 1913 in Johannisthal erhielt er einen Preis von 1000 Mark für Dauerflüge mit einem Fluggast. Nach der Ausbildung zum Militärflieger wurde Unteroffizier Langer am 27. Januar 1913 das von Kaiser Wilhelm II gestiftete Militär-Flugzeugführer-Abzeichen verliehen.

## Rekordflug

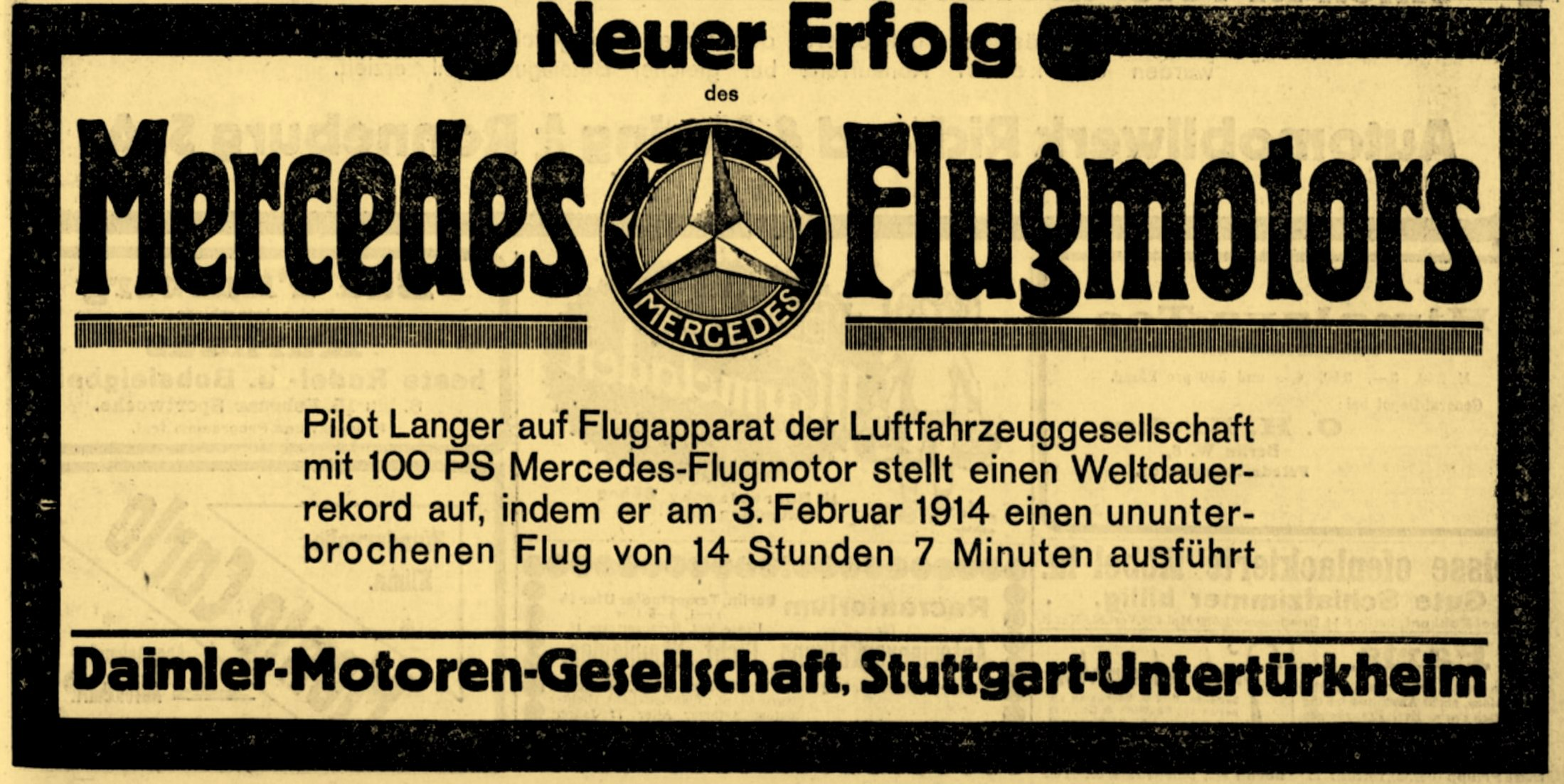
Annonce der Daimler-Motoren-Gesellschaft, Stuttgart

Am 3. Februar 1914 gelang Bruno Langer erstmals für Deutschland der Dauerflug-Weltrekord, wobei er den bisherigen französischen Rekordhalter Maurice Forney mit einer Flugzeit von 14 Stunden, 7 Minuten übertraf.
Das Kuratorium der Nationalflugspende zeichnete Langer für diese Leistung mit einem Ehrengeschenk in Höhe von 8.000 Mark aus. Im Frühjahr 1914 erhielt Langer zudem von der Johannisthaler Flugplatzgesellschaft einen Sonderehrenpreis – eine Bronzestatuette, die einen „Flieger“ darstellte – als Anerkennung für seine erfolgreichen Flüge.

## Tod

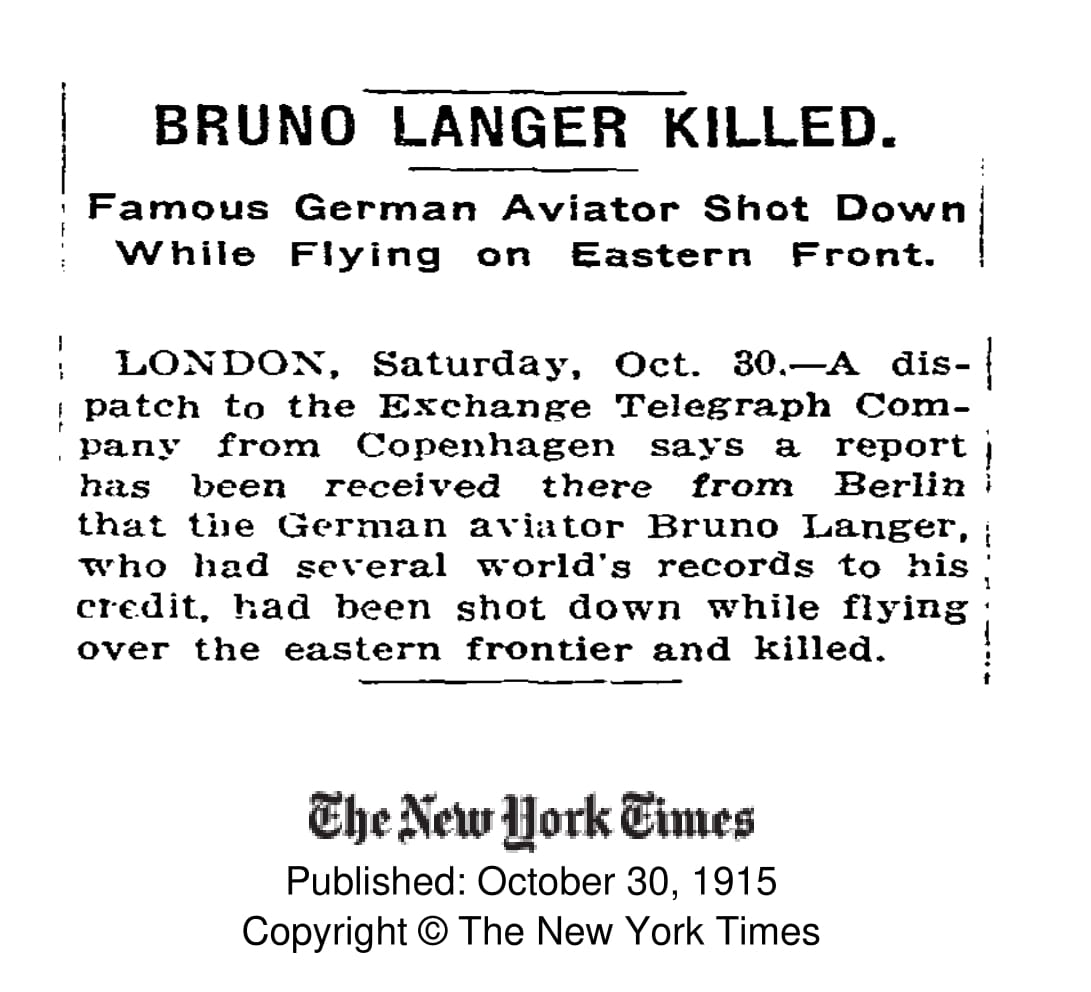
The New York Times

Im Ersten Weltkrieg erhielt Langer Anfang August 1914 den Marschbefehl, sich mit seinem Doppeldecker und der Bodenmannschaft an die Ostfront zu begeben. Als Aufklärungseinheit Feldflieger Abt. 31 erfüllte er Aufträge, die auf den siegreichen Ausgang der Schlacht bei Tannenberg Einfluss hatten. Am 19. Oktober 1914 flog er eine Fernaufklärung südöstlich von Nowogeorgiewsk. Gewehrfeuer zwang das Flugzeug über einem Waldgebiet zur Notlandung. Bei einem weiteren Schusswechsel mit einer Kosakeneinheit verlor Bruno Langer sein Leben. Am 30. Oktober 1915 berichtete selbst die New York Times von seinem Tod.

## Pokale
- Zur Erinnerung an seinen Dauer-Weltrekord-Flug (Robert Bosch, Stuttgart) 1914[12]
- Deutscher Dauerrekord auf Pfeil-Doppeldecker Roland (Luft-Fahrzeug-Gesellschaft mbH, Berlin) 26. September 1913[12]

## Ehrenpreise
- Sonderehrenpreis der Johannisthaler Flugplatz-Gesellschaft, Bronzestatuette „Flieger“[12]
- Ehrenpreis der Ortsgruppe Stettin des Deutschen Luftflotten-Vereins (Wettfliegen Stettin 1914)[12]
- Ehrenpreis der Stadtgemeinde Stettin 1914[12]
- Eisernes Kreuz 1. Klasse 1914 (posthum)[12]

## Nachlass
Urkunden, Originalbilder, Pokale und Ehrenpreise Bruno Langers werden im Heimatmuseum in Bützow aufbewahrt (gestiftet von Elfriede Scharfe aus Kiel, der Witwe eines Verwandten Langers).